# Тгуновский дворец
Тгуновский дворец (чеш. Thunovský palác, он же Туновский дворец, по фамилии владельцев, дворянской династии Тун и Гогенштейн) — пражский дворец, в одном из которых располагается и заседает нижняя палата парламента Чехии. Охраняется как памятник культуры с 1958 года и как национальный памятник культуры с 1996 года.
Изначально здание принадлежало дворянской династии Роуповых (чеш. Roupové) и называлось Роуповский дом (чеш. Roupovský dům), однако в 1650 году оно было куплено графиней Маркетой Анной Туновой. В период с 1662 по 1694 год, к зданию прибавились несколько соседних зданий и произошла перестройка дома в барочный дворец.
С 1779 года во дворце действовал театр итальянской оперной труппы Паскаля Бондини, представления которого посетил и император Иосиф II, после пожара в 1794 году театр переехал.

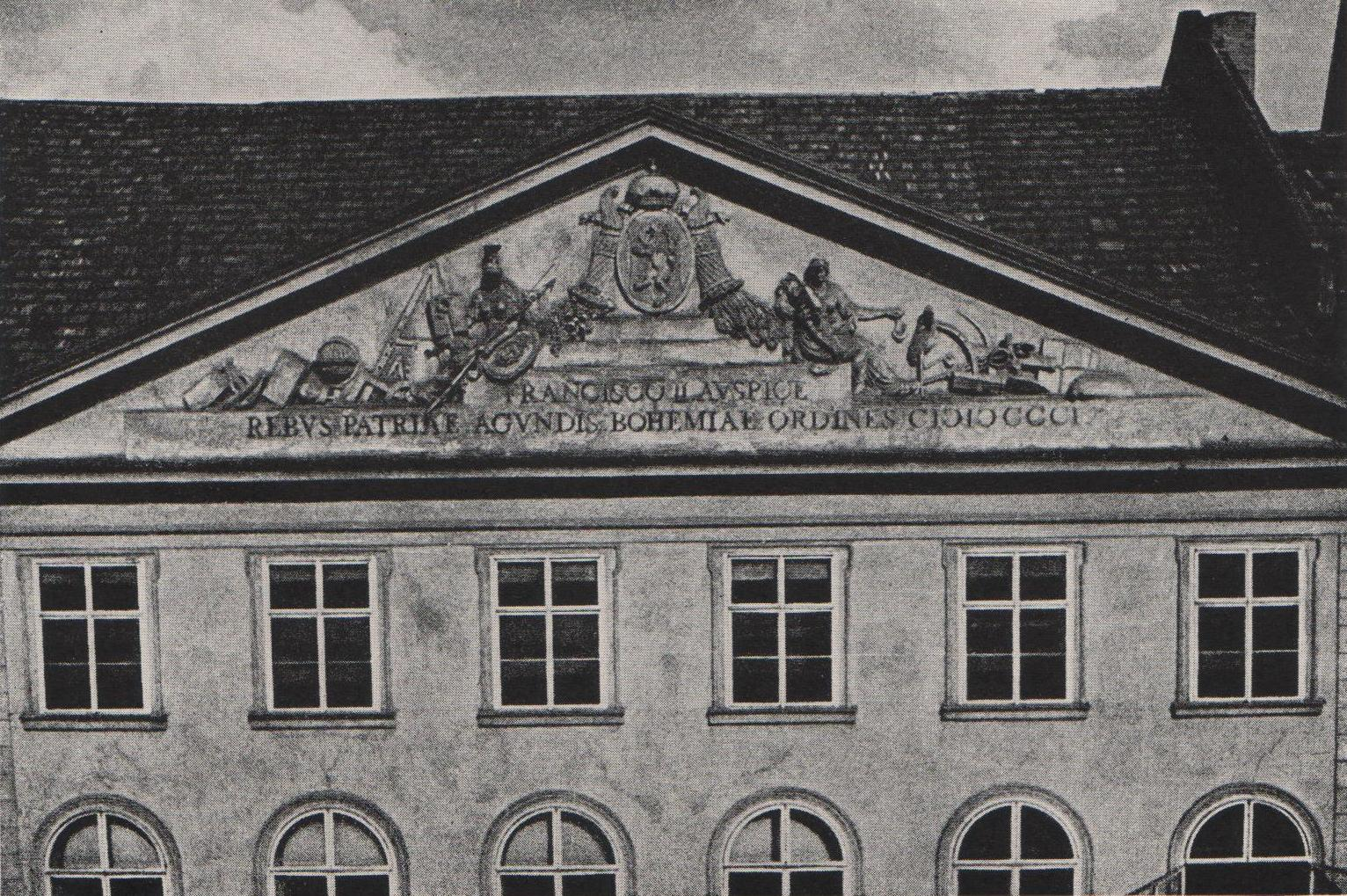
Тгуновский дворец во времена Ландтага Богемии

В 1801 году графиня Анна Мария Тунова, продала дворец чешскому дворянскому сословию. После чего дворец приобрёл свой современный вид, благодаря прошедшей перестройки в архитектурный стиль классицизма. С 1861 года, дворец официально стал местом заседания Чешского ландтага.
14 ноября 1918 года, во дворце состоялось первое заседание революционного национального собрания на котором была объявлена независимость Чехословакии и избрание президентом Томаша Гаррига Масарика. Позднее, нижняя  палата национального собрания переехала в Рудольфинум, верхняя же, Сенат, оставался во дворце. С 1936 по 1940 во дворце происходили ремонтные работы под нужды Сената. Однако в связи с оккупацией и войной, изменения не пригодились.
После войны, дворец использовался как офисное здание для различных министерств, в том числе для министерства национальной обороны и министерства здравоохранения. С 1969 года, дворец использовался для заседаний Чешского национального совета. 

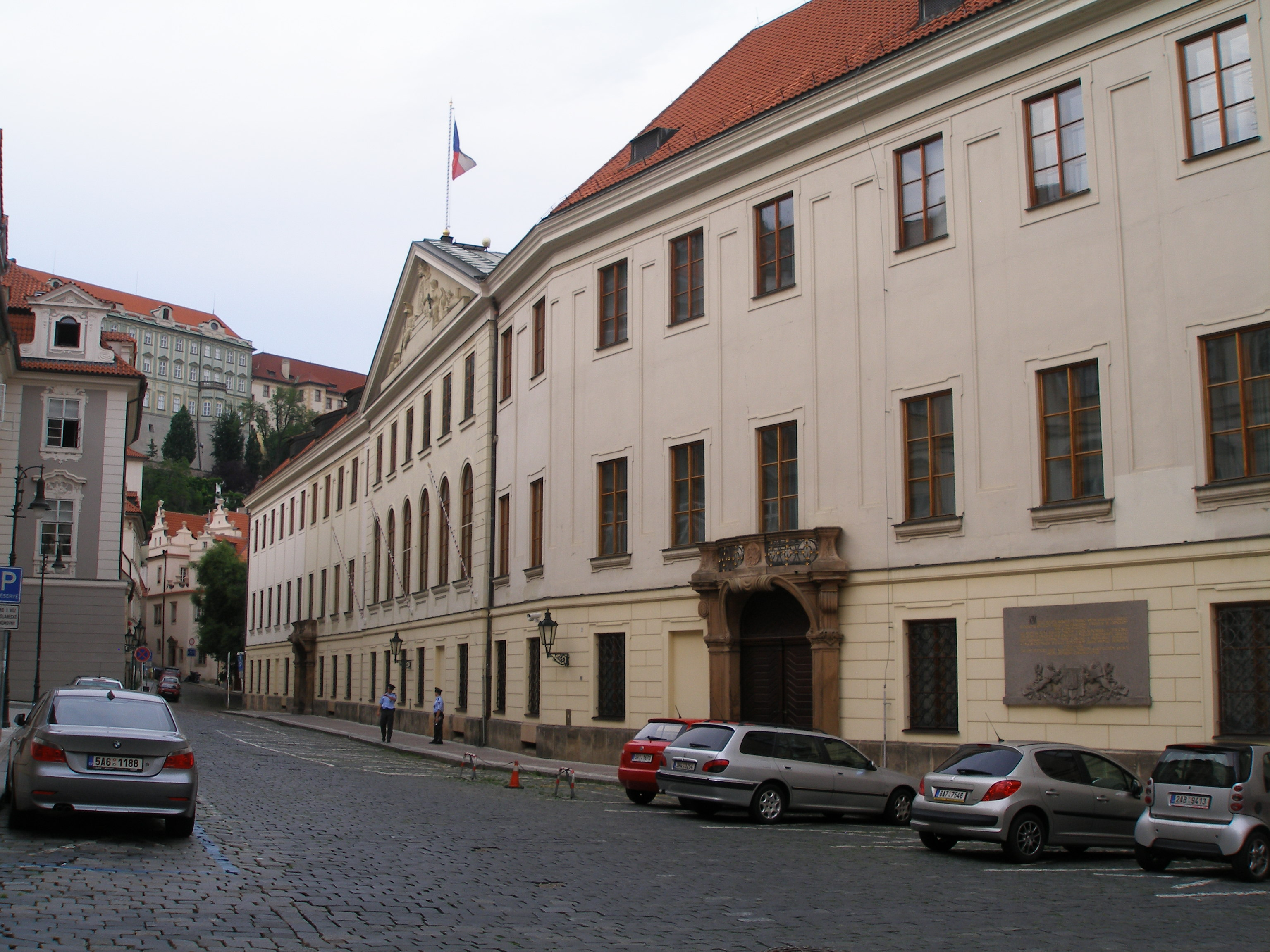
Тгуновский дворец со стороны улицы Снемовни

С 1993 года дворец является местом заседания Палаты депутатов Парламента Чешской Республики.